# Sunrise on the Reaping
Sunrise on the Reaping är en dystopisk roman från 2025 skriven av den amerikanska författaren Suzanne Collins, samt den andra prequel-romanen till den ursprungliga trilogin i bokserien Hungerspelen, efter föregångaren Balladen om sångfåglar och ormar från 2020. Den släpptes 18 mars 2025 i USA av förlaget Scholastic.
Den 6 juni 2024, drygt nio månader innan själva boken skulle släppas, så tillkännagavs det att boken skulle filmatiseras. Denna filmatisering kommer att produceras av filmbolaget Lionsgate och beräknas få biopremiär den 20 november 2026.